# Togo Mizrahi
Togo Mizrahi (arabe : توجو مزراحى) (2 juin 1901 - 5 juin 1986) est un réalisateur et producteur de cinéma d'Alexandrie, un des pionniers du cinéma égyptien.
Entre 1931 et 1946 il a mis en scène trente-trois longs-métrages, principalement des films comiques et des mélodrames musicaux.

## Biographie
Il est né en Égypte dans une famille juive d'Alexandrie qui avait la nationalité italienne.
Il doit quitter l'Égypte à la suite de la création d'Israël en 1948 ; il s'exile à Rome où il meurt en 1986.

### Réalisation et production
En 1929, il établit son propre studio de cinéma à Alexandrie et crée une compagnie de production Sharikat al-Aflam al-Massriyya, la Compagnie de films égyptienne. Dans les années 1930, le studio de Togo Mizrahi est celui qui produit le plus de films en Égypte.
Dès 1939 il s'établit au Caire, où il filme d'abord au Studio Wahbi, avant d'ouvrir dans la capitale son propre studio de cinéma.
Dans cinq de ses premiers films entre 1933 et 1937 figure un personnage juif nommé Chalom, un habitant d'Alexandrie vendeur de billets de loterie naïf mais chanceux, que l'on a pu comparer à Charlie Chaplin. Le film le plus réussi de ce cycle Chalom est al-'Izz Bahdala (1937, Riche et dans de mauvais draps) qui met en scène deux amis, l'un juif, Chalom, l'autre musulman, 'Abdu, tous deux prolétaires qui, ayant gagné par chance une forte somme d'argent, déménagent avec leurs familles dans un quartier riche, puis finissent par préférer leur premier environnement familier. Selon D. Starr, à travers ces deux personnages Togo Mizrahi plaide en faveur d'une intégration des juifs dans la société égyptienne, en représentant avec Chalom un juif fils du pays arabophone (ibn al-balad), non un membre de la bourgeoisie occidentalisée.
Un autre personnage récurrent des films comiques est 'Usman 'Abd l-Bassit, un Nubien peu chanceux, joué par l'acteur noir Ali al-Kassar, que Togo Mizrahi a lancé et dont il a réalisé la plupart des comédies les plus populaires entre 1930 et 1941.
Les films de T. Mizrahi dont l'action se passe en Égypte reflètent la diversité sociale et le cosmopolitisme d'Alexandrie ; ils mettent en scène, outre le juif et le Nubien, des Français, des Grecs, des shami, c'est-à-dire des personnes d'origines syrienne et libanaise. Ils tiennent un langage levantin (selon D. Starr), et représentent la coexistence des différentes communautés, ainsi que des diverses nationalités, pendant la période de l'entre-deux-guerres dominée par les discours nationalistes de tous bords : le nationalisme arabe, le sionisme, le fascisme italien, l'irrédentisme grec. 
Togo Mizrahi dirige Oum Koulthoum, la célèbre chanteuse et actrice égyptienne, dans son film historique le plus accompli : Sallama, en 1945, dont l'action se passe à l'époque omeyyade. 
Leila Mourad, autre chanteuse et actrice célèbre, joue dans plusieurs des films de Mizrahi, Layla Bint-l-Rif (Leila, fille de la campagne), Layla Bint al-Madaris  (Leila l'étudiante), Layla fil-Zalam, contribuant de manière décisive à l'essor du mélodrame musical égyptien. Le film Layla (1941) est considéré comme le chef-d'œuvre de Mizrahi du point de vue de la maîtrise de l'intrigue et de la mise en scène.

## Filmographie
- 1930 : Al Hâwiya / Al-Kukayin (L'Abîme/ La Cocaïne), film muet.
- 1932 : 5001, film muet.
- 1933 : Awlad Misr (Les Enfants de l'Égypte), film parlant.
- 1934 : Al mandoubain (Les Deux Délégués)
- 1935 : Shalom el tourgmân (Chalom le traducteur)
- 1935 : Al-Duktur Farhat (Le Docteur Farahat)
- 1935 : El bahhâr (Le Marin)
- 1936 : Ghafir el darak (Le Gendarme)
- 1937 : al-'Izz Bahdala (que l'on peut traduire par La prospérité est une infortune, ou Riche et dans de mauvais draps)
- 1937 : As-Sa'a Sab'a (Sept heures)
- 1937 : Al-Riyadi (Shalom le sportif)
- 1938 : Ana taba'l keda (Je suis ainsi fait)
- 1938 : El telegraph  (Le Télégraphe)
- 1939 : Othman wa ‘Ali (Osman et Ali)
- 1939 : Leyla moumtira (Nuit orageuse), mélodrame musical.
- 1939 : Sallifni 3 gineh (Prête-moi trois livres)
- 1940 : Alf layla wa layal (Les Mille et Une Nuits)
- 1940 : Qalb imra'ah (Un cœur de femme)
- 1940 : El bashmikawwal (L'Entrepreneur)
- 1941 : Layla Bint-l-Rif (Leila, fille de la campagne)
- 1941 : Layla Bint al-Madaris (Leila l'étudiante)
- 1941 : Al-Foursan al-Thalâth (Les Trois Mousquetaires)
- 1942 : Ali Baba wa-l Arba'in Harami (Ali Baba et les Quarante voleurs)
- 1942 : Layla (La Dame aux camélias)
- 1943 : Al-Tariq al-mustaqim (Le Droit Chemin)
- 1943 : Tahia el sittat (Vive les femmes)
- 1944 : Layla fil-Zalam (Leïla dans les ténèbres)
- 1944 : Shâri’ Mouhammad ‘Ali (La Rue Mohamed Ali)
- 1944 : Nour Eddine wa-l-bahhârah el thalâthah (Noureddine et les Trois marins)
- 1944 : Kithb fi Kithb (Mensonges, toujours mensonges)
- 1945 : Sallama (avec Oum Kalthoum ; musique de Zakaria Ahmed)
- 1945 : Tahia el rajala (Vive les hommes)
- 1945 : el Fannân el 'azîm (Le Grand Artiste)
- 1945 : el Mazâhir (Les Apparences)
- 1946 : Malikat el jamal (La Reine de beauté)
- 1946 : Yadu Allah (La Main de Dieu)

## T. Mizrahi, personnage de roman
Interrogée sur son roman Kayro Jacobi, juste avant l'oubli (2010, Mercure de France), qui raconte l'histoire d'un metteur en scène et producteur juif égyptien, finalement dépossédé de son studio de cinéma,  la romancière Paula Jacques a déclaré qu'elle s'était inspirée de la vie de son compatriote Togo Mizrahi.
Voici un court extrait de la présentation de l'éditeur : « Certes, Kayro avait peur d'être à son tour arrêté, dépossédé, chassé de son pays natal. Mais il n'avait rien abandonné de ses rêves, égoïstes et magnifiques, qui faisaient son tourment et, un jour possiblement, feraient sa gloire. Pouvait-il vivre sous un ciel étranger ? Pouvait-il créer dans une culture différente de la sienne? Il ne le pouvait pas. Il aimait trop son pays, plus peut-être que ceux qui lui déniaient le droit d'y vivre ».